# Elecciones generales de San Cristóbal y Nieves de 2015
El 16 de febrero de 2015 se celebraron elecciones generales en San Cristóbal y Nieves. El gobernante Partido Laborista de San Cristóbal y Nieves encabezado por el Primer Ministro Denzil Douglas fue derrotado por Unidad en Equipo, una alianza del Movimiento de Ciudadanos Preocupados, el Movimiento de Acción Popular, y el Partido Laborista del Pueblo, dirigida por Timothy Harris, quien sucedió a Douglas como Primer Ministro.

## Resultados
|                                             |        |       |         |       |
| Partido                                     | Votos  | %     | Escaños | +/–   |
| Partido Laborista de San Cristóbal y Nieves | 11,897 | 39.27 | 3       | –3    |
| Movimiento de Acción Popular                | 8,452  | 27.90 | 4       | +2    |
| Movimiento de los Ciudadanos Responsables   | 3,951  | 13.04 | 2       | 0     |
| Partido Reformista de Nieves                | 3,276  | 10.81 | 1       | 0     |
| Partido Laborista del Pueblo                | 2,723  | 8.99  | 1       | Nuevo |
| Votos nulos/en blanco                       | 156    | –     | –       | –     |
| Total                                       | 30,455 | 100   | 11      | 0     |
| Votantes registrados/participación          | 42,185 | 72.19 | –       | –     |
| Fuente: SKN Vibes                           |        |       |         |       |